# Anthothoe stimpsoni
Anthothoe stimpsoni är en havsanemonart som först beskrevs av Addison Emery Verrill 1870.  Anthothoe stimpsoni ingår i släktet Anthothoe och familjen Sagartiidae. Inga underarter finns listade i Catalogue of Life.